# Замок Ешфорд
Замок Ешфорд (англ. Ashford Castle) — один із замків Ірландії. Розташований у графстві Ґолвей на межі з графством Мейо. Це середньовічний замок, що розбудовувався протягом століть і нині перетворений у п'ятизірковий готель класу люкс. Розташований біля селища Кон на березі озера Лох-Корріб. Нині цей замок як готель є членом провідних готелів Всесвітньої організації. Належав клану Гіннесс.

## Історія замку Ешфорд

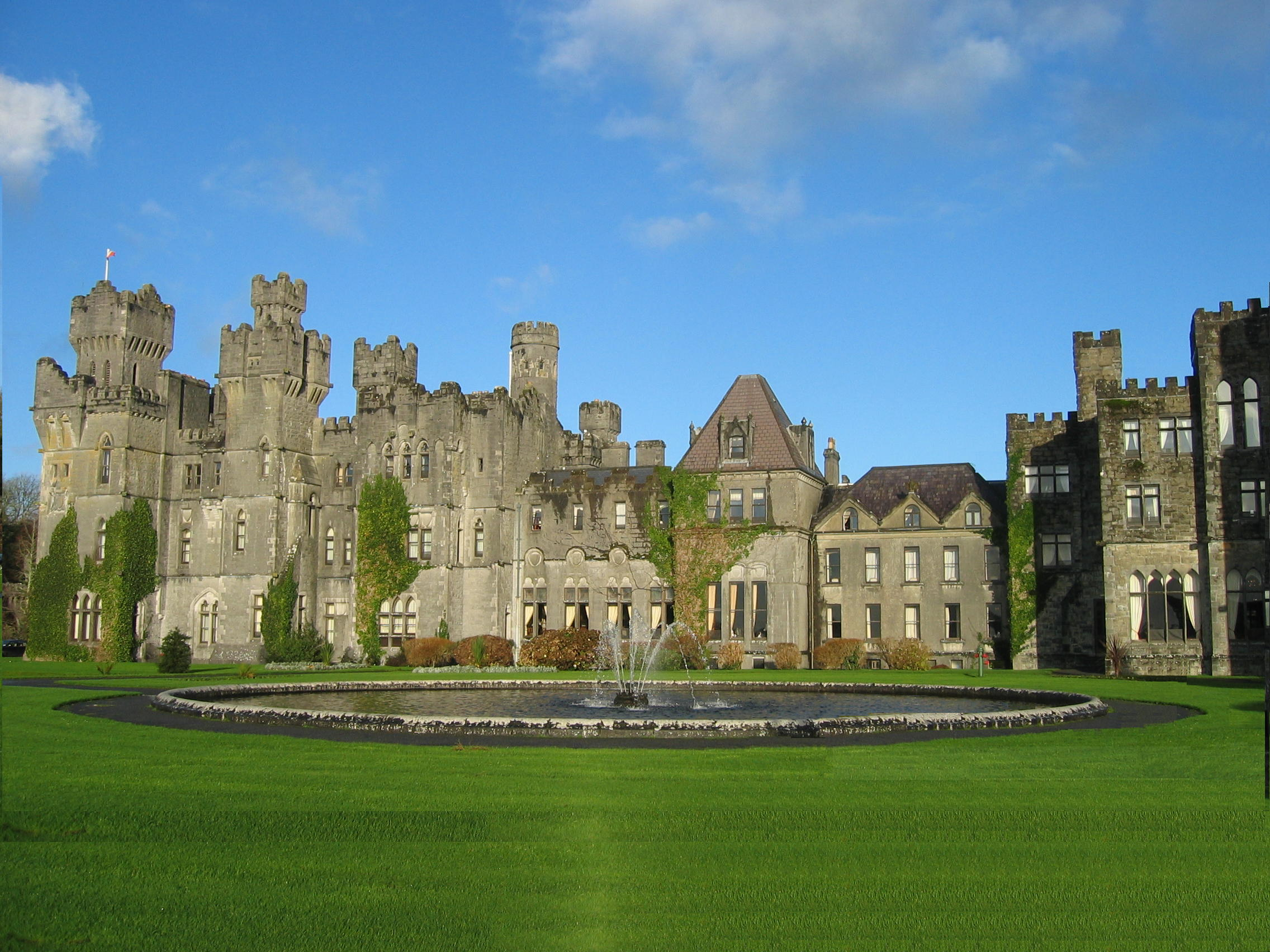
Замок Ешфорд.

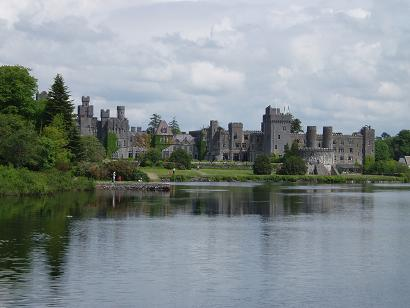
Замок Ешфорд — вид з озера Лох-Корріб.

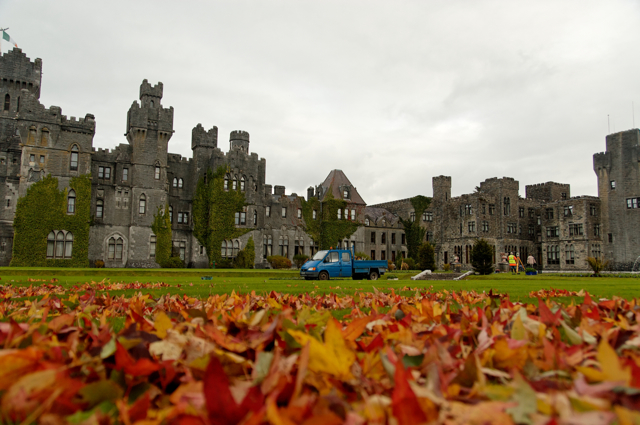
Осінь у замку Ешфорд.

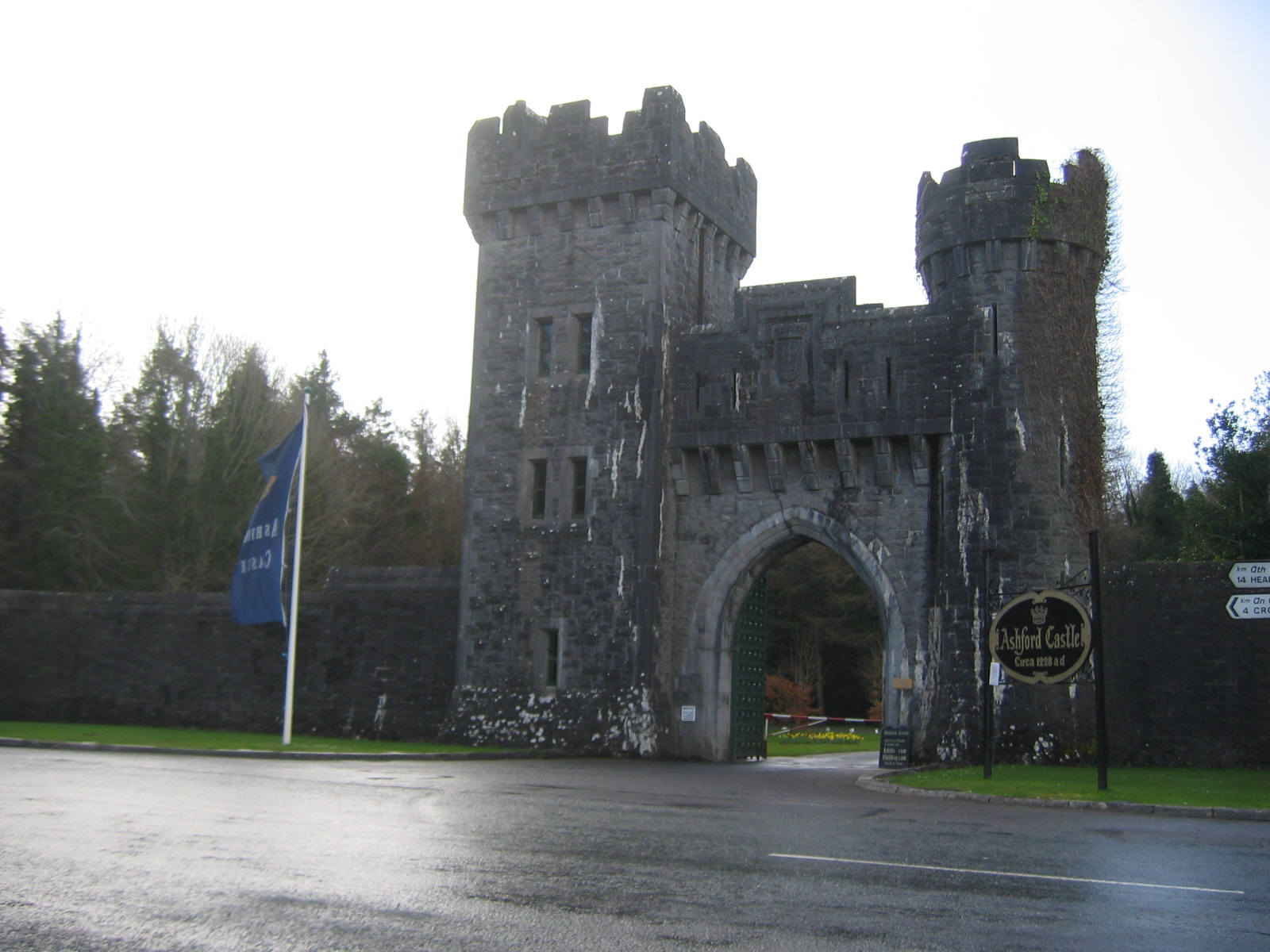
Головні ворота замку Ешфорд.

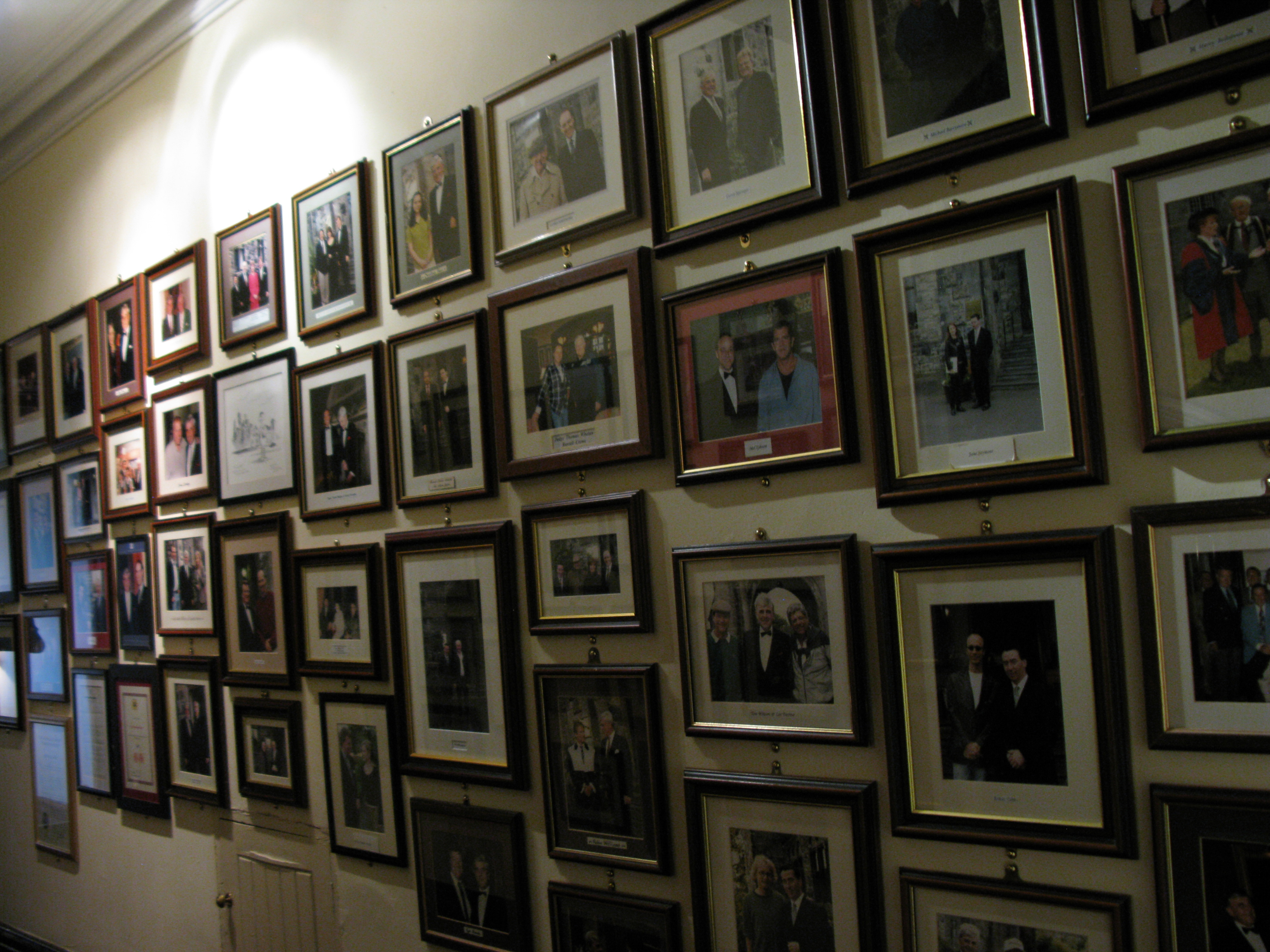
Фотографії відомих гостей замку Ешфорд.

### Рання історія
Замок Ешфорд був збудований на місці давнього ірландського монастиря у 1228 році англо-норманським феодалом Берком.
Феодали Берк носили в давнину прізвище де Бурго. Феодали Берк володіли замком Ешфорд більше 300 років. Але потім виникла ворожнеча між Берками та англійським феодалом сером Річардом Бінгемом, що мав титул лорда Коннахту. Відбулась жорстока битва між військами цих феодалів, що завершилась перемир'ям. У 1589 році замок дістався Річарду Бінгему, що зміцнив замок додатковими укріпленнями і стінами.
Домінік Браун із клану Браун — барон Оранмор отримав замок Ешфорд як дар від короля в 1670 або в 1678 році. У 1715 році замок Ешфорд був перебудований кланом Браун, був побудований мисливський будиночок у стилі французьких замків XVII століття. Збереглися двоголові орли на дахах — герб клану Браун.
Наприкінці XVIII століття одна з гілок клану Браун населяла цей замок. На початку ХІХ століття Томас Елвуд був каштеляном замку на службі клану Браун і жив у цьому замку. Це відомо із записів 1814 року.

### Вікторіанська епоха
У 1852 році замок і маєток купив сер Бенджамін Лі Гіннес. Він добудував два великих будинки-прибудови у вікторіанському стилі, розширив маєток до 26 000 акрів (110 км квадратних), побудував нові дроги, посадив тисячі дерев. Замок згадується в книзі сера Вільяма Вальда про графство Ґолвей. Після смерті Бенджаміна Лі Гіннеса у 1868 році замок і садиба перейшли до його сина лорда Арділауна, що розширив замок, добудувавши споруди в неоготичному стилі.
Лорд Арділаун був затятим садівником, розширював місцеві лісові масиви, перебудував все західне крило замку під керівництвом архітекторів Джеймса Франкліна Фуллера та Джорджа Ашліна. Нова забудова зв'язала східну частину замку з двома вежами, які були збудовані ще феодалами Де Бурго.
Лорд Арділаун фінансував роботу двох пароплавів, один із яких називався «Леді Іглінтон». Ці пароплави плавали між селищами верхньої частини озера Лох-Корріб та містом Ґолвей, тим самим сприяючи розвитку регіону. У період аграрних заворушень наприкінці ХІХ століття, що особливо збурили сусідні землі Лох-Маск (володіння капітана Чарльза Бойкота), лорд Арділаун на думку багатьох сучасників був мало не зразковим землевласником. Але багато його зусиль були марними. Так невдалим було будівництво каналу Кон, що став відомий як «сухий канал». Згідно плану, цей канал мав зв'язати озера Лох-Маск та Лох-Корріб, але канал був не здатний утримувати воду. Незважаючи на невдачі, його любила його дружина Олів — дочка ІІІ графа Бентрі. Замок і садиба були облагороджені в 1880 році і називався на честь острова Арділаун, що на озері Лох-Корріб.

### Готель

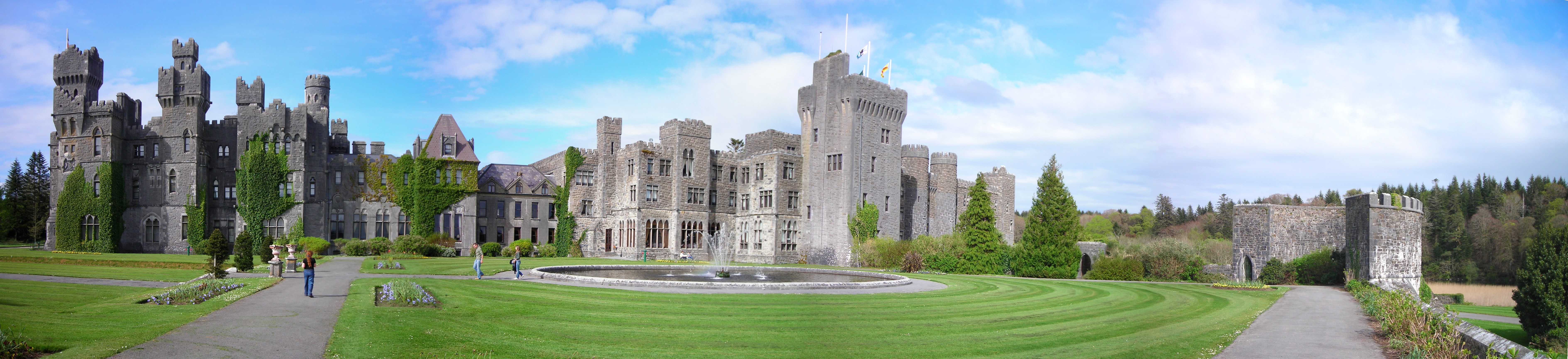
Замок Ешфорд — панорама.

Замок і садибу успадкував племінник Арділауна — Ернест Гіннесс. Замок він подарував уряду Ірландії у 1939 році. Ноел Гуггард перетворив замок на розкішний готель. Готель був популярним у любителів рибалити та полювати. Батьки Ноела Гуггарта працювали в готельному бізнесі з 1910 року. Його онучки, Луїза та Пола, володіють готелем «Батлер Армс Готел» і до сьогодні.
У 1951 році в замку Ешфорд знімався фільм «Тиха людина» з акторами Джоном Вейном та Моріон О'Хара у головних ролях. В останні роки замок використовується для різних фільмів і серіалів на тему середньовіччя.
У 1970 році замок купив Джон Малкахі, що повністю реставрував замок, розширив, збудував поля для гольфу, нові майданчики і заклав нові сади. У 1985 році замком зацікавилась група ірландських американських інвесторів, зокрема Чака Фіні та Тоні О'Рейлі. Замок був проданий інвесторами у 2007 році за 50 млн. € на основі інвестора нерухомості Геррі Баррета. Доки не виплачені кредити, готель перебуває під управлінням Національного агентства активів Ірландії, готель Ешфорд фінансувався Банком Шотландії (Ірландія). Готель є діючим підприємством компанії «Тіфко Готел Груп». У вересні 2012 року він був визнаний найкращим курортом в Ірландії і третім найкращим готелем у Європі за версією «Конде Наст Тревел».
У жовтні 2012 року готель був виставлений на продаж і був оцінений на рівні близько 25 млн. €, половину того, що заплатив Баррет у 2007 році. Готель наразі має 83 спалень, шість із яких люкси. План Баррета — додати ще 13 пентхаусів і 30 лож не пройшов. У травні 2013 року готель був куплений компанією «Червона гвоздика Готел Груп», що володіє кількома іншими готелями вартістю 20 мільйонів €. Новий власник планує капітальний ремонт і продаж зі збереженням робочих місць. Замок Ешфорд як готель постійно був прибутковим.
Сьогодні більшість гостей готелю зі Сполучених Штатів (60 відсотків, 30 відсотків з Ірландії, 10 відсотків з інших країн). Каліфорнійці становлять більшість гостей. Замок знову відкритий у квітні 2015 року після капітального ремонту. Усі 820 вікна були замінені, установлений новий дах. Близько 47 млн. € було витрачено на реставрацію.

## Відомі люди— гості замку Ешфорд
Свого часу замок приймав багатьох відомих гостей, в тому числі: короля Георга V і його дружину королеву Марію, Джона Леннона, Джорджа Гаррісона, Оскара Вайльда (чий батько — сер Вільям Вайльд, мав маєток, біля замку Ешфорд, де письменник провів більшу частину свого дитинства), президент США Рональда Рейгана, принц Едварда, графа Вессекса, американського сенатора Теді Кеннеді, Джона Вейна, Бреда Пітта, Пірса Броснана, принца Монако Реньє III та його дружину — принцесу Грейс.